# 데이비드 헤이터
데이비드 헤이터(David Hayter, 1969년 2월 6일 ~ )는 미국의 배우이다.

## 출연 작품
- 울브스 (2014)
- 캐즘 (2010)
- 왓치맨 (2009)
- 엑스맨 2 - 엑스투 (2003)
- 스콜피온 킹 (2002)
- 엑스맨 (2000)
- 드라이브 (1997)
- 가이버 2 (1994)
- 기동전사 건담 0080 - 포켓 속의 전쟁 (1989)
- 루팡 3세: 칼리오스트로의 성 (1979)